# 68-я церемония «Грэмми»
68-я ежегодная церемония вручения наград «Грэмми» состоится 1 февраля 2026 года в США. На ней будут отмечены лучшие записи, композиции и исполнители за год, дающий право на получение премии — с 31 августа 2024 года по 30 августа 2025 года — по определению членов Национальной академии звукозаписывающих искусств и наук. Церемония, которая пройдет в 23-й раз в Crypto.com Arena в Лос-Анджелесе, будет транслироваться на канале CBS и будет доступна для просмотра на Paramount+. Ведущий церемонии еще не объявлен.

## История
Для церемонии 2026 года Академия звукозаписи объявила о нескольких изменениях в различных категориях и обновлении правил отбора, в том числе добавлены две новые категории («Лучший традиционный кантри-альбом» и «Лучшая обложка альбома»), одна переименована и две объединёны. Первый тур голосования пройдет с 3 по 15 октября 2025 года. Номинанты будут объявлены 7 ноября в прямом эфире на официальном YouTube-канале Grammy. Финальный тур голосования пройдет с 12 декабря 2025 года по 5 января 2026 года, а победители будут объявлены во время церемонии Grammy Premiere Ceremony и телетрансляции 1 февраля.

### Изменения в категориях
- Критерии отбора в номинации «Лучший новый исполнитель» (Best New Artist) были расширены и теперь включают артистов, которые ранее были номинированы в номинации «Альбом года», но чьи вклады не достигали текущего порога в 20 процентов игрового времени. Это обновление позволяет артистам, которые были указаны в качестве приглашённых исполнителей в проектах, номинированных на премию Грэмми в номинации «Альбом года» в предыдущем цикле награждений, претендовать на звание «Лучший новый артист»[2][5].
- Существующая категория «Лучший кантри-альбом» была переименована в «Лучший современный кантри-альбом», а также была добавлена новая категория «Лучший традиционный кантри-альбом»[2]. Определение новой категории гласит, в частности: «Эта категория признаёт выдающиеся альбомы традиционной кантри-музыки, как вокальные, так и инструментальные. Традиционная кантри-музыка включает в себя записи, которые соответствуют более традиционным звуковым структурам кантри-жанра, включая ритм и стиль пения, лирическое содержание, а также традиционные кантри-инструменты, такие как акустическая гитара, слайд-гитара, скрипка, банджо, мандолина, фортепиано, электрогитара и живые барабаны. Она также включает в себя такие поджанры, как вестерн, вестерн-свинг и аутло-кантри»[6][3].
- В категории «Классическая музыка» композиторы и авторы текстов/либреттисты теперь могут претендовать на награду GRAMMY наряду со всеми другими ключевыми творческими сотрудниками, включая артистов, продюсеров и инженеров, работавших над альбомами-победителями[2].
- Существующие категории «Лучшая упаковка записи[англ.]» и «Лучшая упаковка коробочной или специальной ограниченной версии[англ.]» были объединены в одну категорию: «Лучшая упаковка записи». Также была добавлена новая категория «Лучшая обложка альбома»[2][5].
- Требования к физическим продуктам для номинаций «Лучшая упаковка записи», «Лучшие заметки в альбоме[англ.]» и «Лучший исторический альбом[англ.]» также были расширены, чтобы лучше отражать современный рынок. Это изменение гарантирует, что физические альбомы, продаваемые напрямую поклонникам через веб-сайт артиста или лейбла, могут быть номинированы на премию GRAMMY. Кроме того, комитет, работающий в этой области, переходит от региональной к национальной модели[2].
- В разделе «Классическая музыка» композиторы и авторы текстов/либреттисты теперь могут претендовать на награду «Грэмми» наряду со всеми другими ключевыми творческими сотрудниками, включая артистов, продюсеров и звукоинженеров, работавших над альбомами-победителями[4].

## Основная категория
Запись года
Альбом года
Песня года
Лучший новый исполнитель
Продюсер года, неклассический
Автор песен года, неклассический